# 1996年夏季残疾人奥林匹克运动会爱尔兰代表团
1996年夏季残疾人奥林匹克运动会爱尔兰代表团是爱尔兰派出的1996年夏季残疾人奥林匹克运动会代表团。获得1枚金牌、3枚银牌和6枚铜牌。